# U-381
Unterseeboot 381 foi um submarino alemão do Tipo VIIC, pertencente a Kriegsmarine que atuou durante a Segunda Guerra Mundial.

## Comandantes
| Comandante                                       | Data                                         |
| ------------------------------------------------ | -------------------------------------------- |
| Kptlt. Wilhelm-Heinrich Graf Pückler und Limburg | 25 de fevereiro de 1942 - 21 de maio de 1943 |

## Subordinação
Durante o seu tempo de serviço, esteve subordinado às seguintes flotilhas:
| Período                                          | Flotilha                                  |
| ------------------------------------------------ | ----------------------------------------- |
| 25 de fevereiro de 1942 - 30 de setembro de 1942 | 5. Unterseebootsflottille (treinamento)   |
| 1 de outubro de 1942 - 21 de maio de 1943        | 7. Unterseebootsflottille (serviço ativo) |

## Operações conjuntas de ataque
O U-381 participou das seguinte operações de ataque combinado durante a sua carreira:
- Rudeltaktik Panther (11 de outubro de 1942 - 20 de outubro de 1942)
- Rudeltaktik Veilchen (20 de outubro de 1942 - 5 de novembro de 1942)
- Rudeltaktik Delphin (26 de dezembro de 1942 - 14 de fevereiro de 1943)
- Rudeltaktik Adler (11 de abril de 1943 - 13 de abril de 1943)
- Rudeltaktik Meise (13 de abril de 1943 - 27 de abril de 1943)
- Rudeltaktik Star (27 de abril de 1943 - 4 de maio de 1943)
- Rudeltaktik Fink (4 de maio de 1943 - 6 de maio de 1943)
- Rudeltaktik Inn (11 de maio de 1943 - 15 de maio de 1943)
- Rudeltaktik Donau 1 (15 de maio de 1943 - 21 de maio de 1943)